# Central City (Colorado)

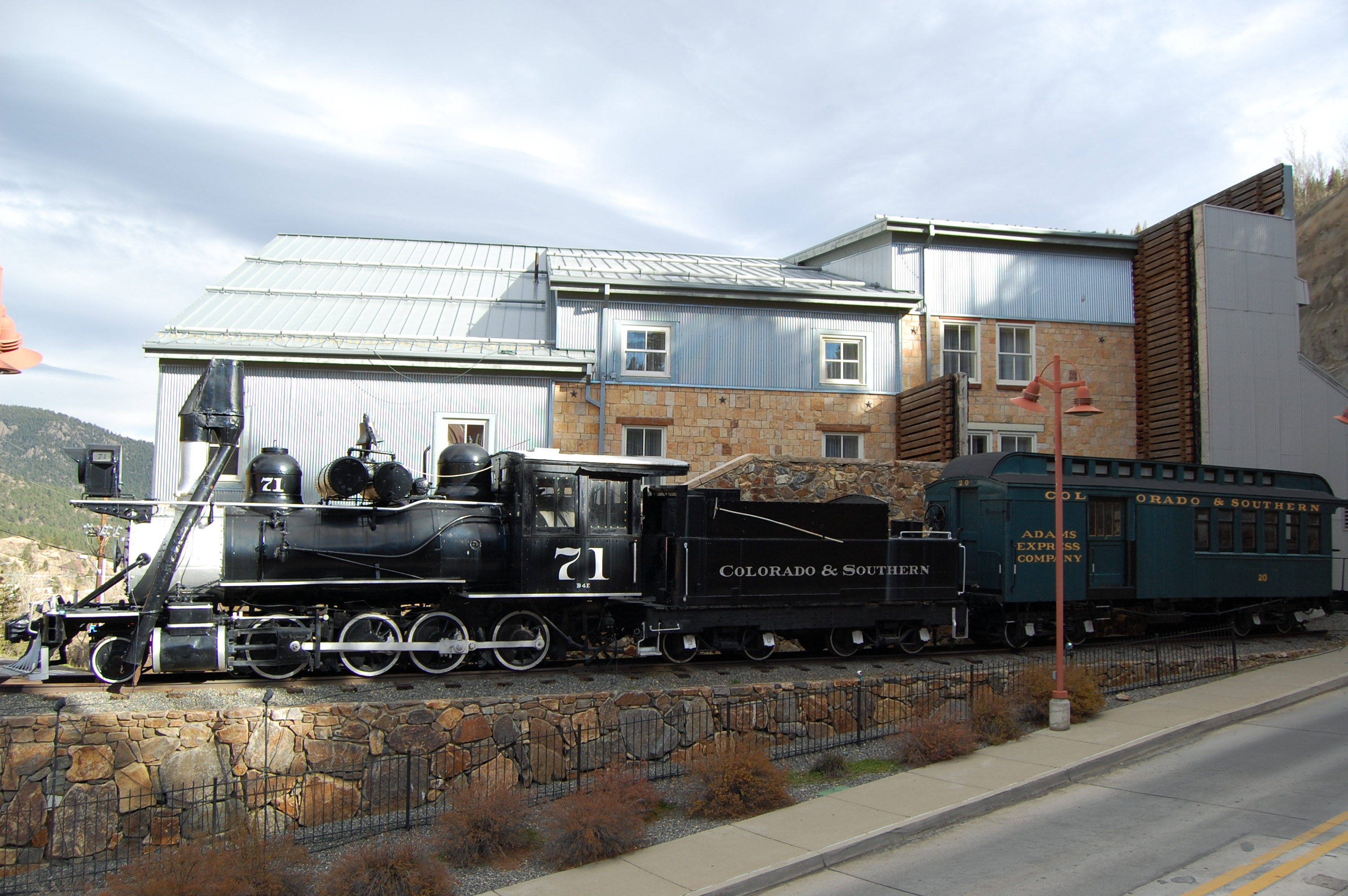
C&S #71 in Central City

Central City is een plaats (city) in de Amerikaanse staat Colorado, en valt bestuurlijk gezien onder Gilpin County.

## Demografie
Bij de volkstelling in 2000 werd het aantal inwoners vastgesteld op 515.
In 2006 is het aantal inwoners door het United States Census Bureau geschat op 514, een daling van 1 (-0,2%).

## Geografie
Volgens het United States Census Bureau beslaat de plaats een oppervlakte van
4,9 km², geheel bestaande uit land. Central City ligt op ongeveer 3128 m boven zeeniveau.

## Plaatsen in de nabije omgeving
De onderstaande figuur toont nabijgelegen plaatsen in een straal van 16 km rond Central City.